# Liste der Naturdenkmale in Königshain-Wiederau
Die Liste der Naturdenkmale in Königshain-Wiederau nennt die Naturdenkmale in Königshain-Wiederau im sächsischen Landkreis Mittelsachsen.

## Definition
„Naturdenkmäler sind rechtsverbindlich festgesetzte Einzelschöpfungen der Natur oder entsprechende Flächen bis zu fünf Hektar, deren besonderer Schutz erforderlich ist
1. aus wissenschaftlichen, naturgeschichtlichen oder landeskundlichen Gründen oder
2. wegen ihrer Seltenheit, Eigenart oder Schönheit.“

„§ 18 – Naturdenkmäler – (zu § 28 BNatSchG)
(1) Die Erklärung nach § 22 Abs. 1 BNatSchG von Teilen von Natur und Landschaft als Naturdenkmal erfolgt durch Rechtsverordnung oder Einzelanordnung.
(2) Über § 28 Abs. 1 BNatSchG hinaus können Naturdenkmäler zur Sicherung von Lebensgemeinschaften oder Lebensstätten von im Bestand gefährdeten oder streng geschützten Arten festgesetzt werden.“

## Naturdenkmale
Link zu einem Kartenansichtstool, um Koordinaten zu setzen.
| Bild                          | Bezeichnung                                     | Lage                                                   | Beschreibung                        | Datum              | Nummer  |
| ----------------------------- | ----------------------------------------------- | ------------------------------------------------------ | ----------------------------------- | ------------------ | ------- |
| mehr Fotos \| Fotos hochladen | Tulpenbaum in Stein                             | Stein (50° 57′ 8,5″ N, 12° 48′ 23,4″ O)                | Tulpenbaum – Lilidendron tulipifera | 28. September 2012 | ND 087  |
| BW                            | Streuobstwiese an der B 107, sw vom Biedenteich | Königshain-Wiederau (50° 58′ 53,9″ N, 12° 50′ 15,6″ O) | FND                                 | 3.06.1994          | fg: 097 |
| BW                            | Neuteich Wiederau                               | Königshain-Wiederau (50° 57′ 47,8″ N, 12° 49′ 45,9″ O) | FND                                 | 3.06.1994          | fg: 099 |
| BW                            | Steinkauzwiese 1–4 Wiederau                     | Königshain-Wiederau (50° 58′ 18,2″ N, 12° 49′ 55,8″ O) | FND                                 | 3.06.1994          | fg: 100 |
| BW                            | Steinkauzwiese 1–4 Wiederau                     | Königshain-Wiederau (50° 58′ 28,9″ N, 12° 50′ 2,9″ O)  | FND                                 | 3.06.1994          | fg: 100 |
| BW                            | Steinkauzwiese 1–4 Wiederau                     | Königshain-Wiederau (50° 58′ 22,4″ N, 12° 50′ 32,7″ O) | FND                                 | 3.06.1994          | fg: 100 |
| BW                            | Steinkauzwiese 1–4 Wiederau                     | Königshain-Wiederau (50° 58′ 21,6″ N, 12° 50′ 39,6″ O) | FND                                 | 3.06.1994          | fg: 100 |
| mehr Fotos \| Fotos hochladen | Scheunerts Busch Königshain                     | Königshain-Wiederau (50° 57′ 44,5″ N, 12° 52′ 44,6″ O) | FND                                 | 3.06.1994          | fg: 115 |
| BW                            | Erlenbruch am Wiederbach                        | Königshain-Wiederau (50° 57′ 47,6″ N, 12° 51′ 35,6″ O) | FND                                 | 3.06.1994          | fg: 116 |
| BW                            | Quellsumpf im Königshainer Wald                 | Königshain-Wiederau (50° 57′ 24,2″ N, 12° 52′ 26,6″ O) | FND                                 | 3.06.1994          | fg: 117 |
| BW                            | Wald am Ludewigteich Königshain                 | Königshain-Wiederau (50° 57′ 30,4″ N, 12° 51′ 58,8″ O) | FND                                 | 26.06.1996         | fg: 118 |
| BW                            | Feldhecke in Königshain                         | Königshain-Wiederau (50° 58′ 38,1″ N, 12° 52′ 46,5″ O) | FND                                 | 3.06.1995          | fg: 119 |

## Ehemalige Naturdenkmale
Link zu einem Kartenansichtstool, um Koordinaten zu setzen.
| Bild | Bezeichnung              | Lage                                                     | Beschreibung | Datum              | Nummer |
| ---- | ------------------------ | -------------------------------------------------------- | --- | ------------------ | ------ |
| BW   | Winter-Linde in Wiederau | Wiederau Zur Kaufhalle (50° 58′ 26,6″ N, 12° 50′ 4,4″ O) | bei einem Starkwindereignis am 31. März 2015 ist der Baum umgefallen; der Schutzstatus wurde per Verordnung vom 1. März 2019 aufgehoben | 28. September 2012 | ND 062 |